# 青木和彦
青木 和彦（あおき かずひこ、1961年11月6日 - ）は日本のゲームクリエイター。スクウェア・エニックス所属。

## 略歴
坂口博信、田中弘道と同時期にスクウェアに入社。以後、同社でゲームデザイナーとして活動する。当初は坂口のアシスタント的な役割だったが、チーム分割の際にいわゆるCチームを任され（Aチームは坂口、Bチームは田中が担当）、『半熟英雄』などを制作する。
その後チーム再編成により、『FF』チームに合流。『FFIII』、『FFIV』にてゲームデザインを担当。その後は様々な部署を渡り歩き、数多の作品でチーフ級の役職を務める。イベントプランを担当することが多いが、それぞれの人生を持ったNPC同士の物語の展開がシナリオライティングの手法としている。
中村光一、堀井雄二、すぎやまこういちといった『ドラゴンクエストシリーズ』の開発チームと仕事をした経験を持つ。

### 人物
煙草の吸い過ぎで『FFIII』の開発中にハードディスクを故障させてしまったほどのヘビースモーカーでもある。

## 作品
- クルーズチェイサー ブラスティー：原作シナリオ（坂口博信と共同）
- ジェネシス
- キングスナイト：原作シナリオ（坂口博信と共同）
- 半熟英雄：ディレクション
- ファイナルファンタジーIII：ゲームデザイン
- ファイナルファンタジーIV：バトルデザイン
- 半熟英雄 ああ、世界よ半熟なれ…!!：ディレクション
- クロノ・トリガー：プロデュース
- ファイナルファンタジーVII：イベントプラン
- チョコボの不思議なダンジョン：ディレクション
- チョコボの不思議なダンジョン2：ディレクション
- ファイナルファンタジーIX：イベントデザイン[2]
- ファイナルファンタジークリスタルクロニクル：ディレクション
- コード・エイジ コマンダーズ ～継ぐ者 継がれる者～：プランニングディレクション
- ドラゴンクエストX 目覚めし五つの種族 オンライン：ワールドプランナーチーフ

### リメイク作品
- ファイナルファンタジーIV（PS）：ディレクション
- ファイナルファンタジーV（PS）：監修
- ファイナルファンタジーIII（DS）：バトル監修